# František Šafařík

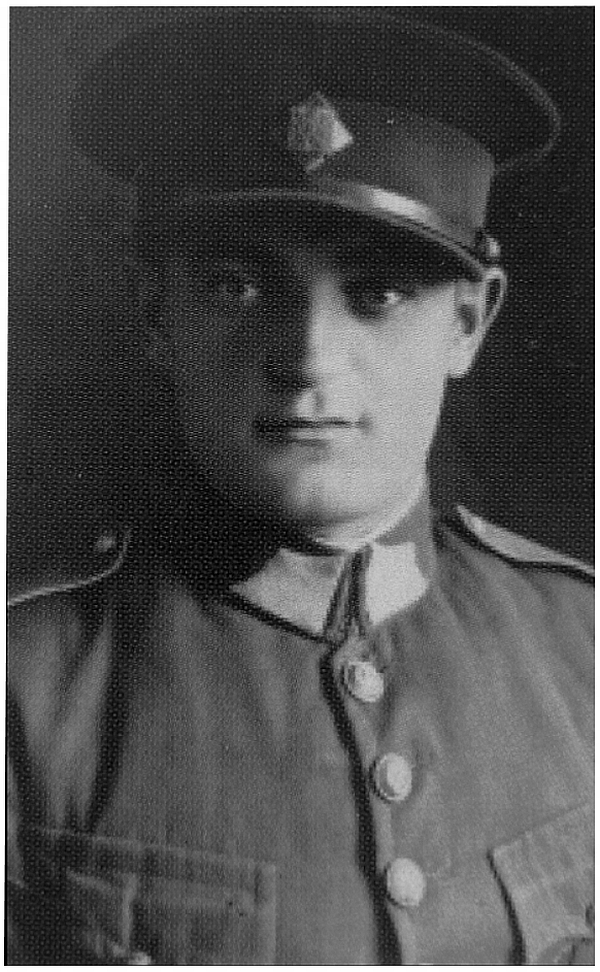
František Šafařík v prvorepublikové uniformě

František Šafařík, celým jménem František Josef Šafařík (6. března 1907 Liboc – 12. června 1970) byl významným informátorem domácího odboje a blízkým spolupracovníkem klíčového podporovatele parašutistů Jana Zelenky-Hajského, člena radikální odbojové sokolské organizace „Jindra“.

## Stručně
František Šafařík byl dávným žákem učitele Jana Zelenky-Hajského a za protektorátu pracoval na Pražském Hradě jako údržbář nábytku. Osnovatelům atentátu na R. Heydricha sloužil jako cenný zdroj informací o zvycích a místech pohybu zastupujícího říšského protektora R. Heydricha a o programu jeho cest (kdy, kam a s jakým doprovodem jezdí; jak vypadají jeho denní přesuny mezi Pražským hradem a Panenskými Břežany). Šafařík, svoje informace předával odboji přes Marii Kovárníkovou a její sestru Ludmilu Soukupovou. Po atentátu na R. Heydricha zůstal František Šafařík neprozrazen, dál pracoval na Pražském hradě a koncem roku 1943 byl manželkou nového protektora Wilhelma Fricka paní Margarettou Frickovou i se svojí dcerkou Boženou Šafaříkovou pozván na vánoční besídku zaměstnanců hospodářské správy Hradu. Svoji úlohu v přípravách na atentát ozřejmil až po druhé světové válce v rámci výslechů zaměstnanců souvisejících s chodem Pražského hradu pod německou okupační správou.

Spolupracovníci v domácím odboji
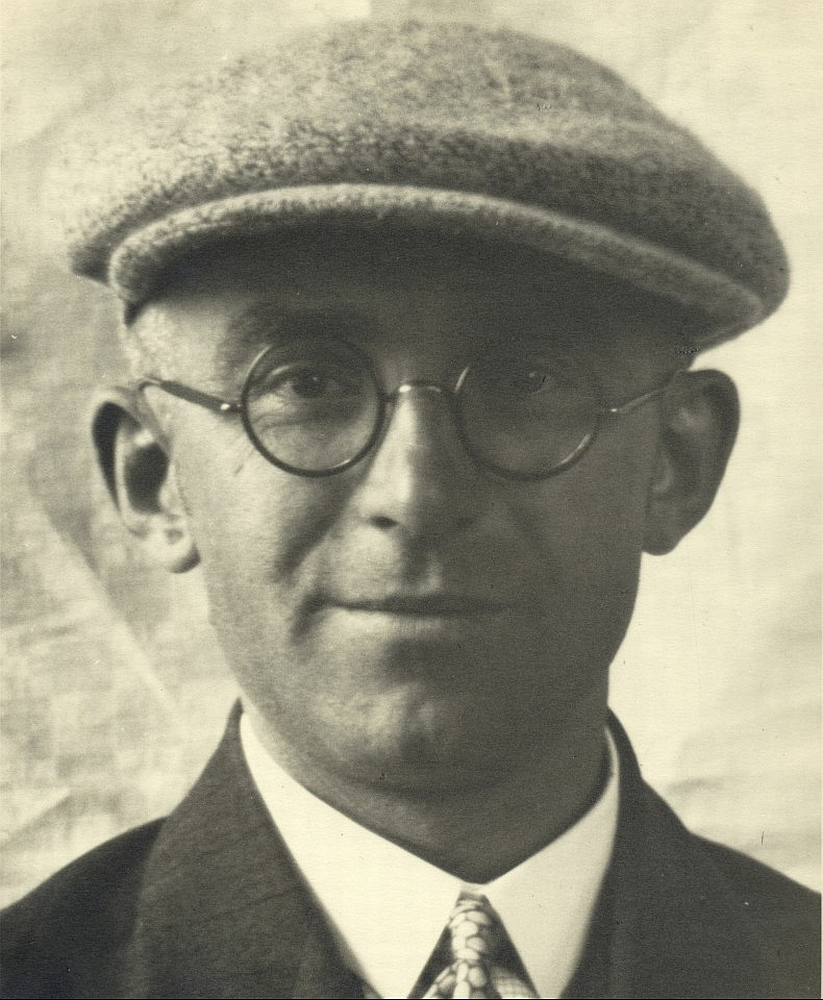
Jan Zelenka-Hajský, Šafaříkův učitel a člen radikální sokolské odbojové skupiny Říjen
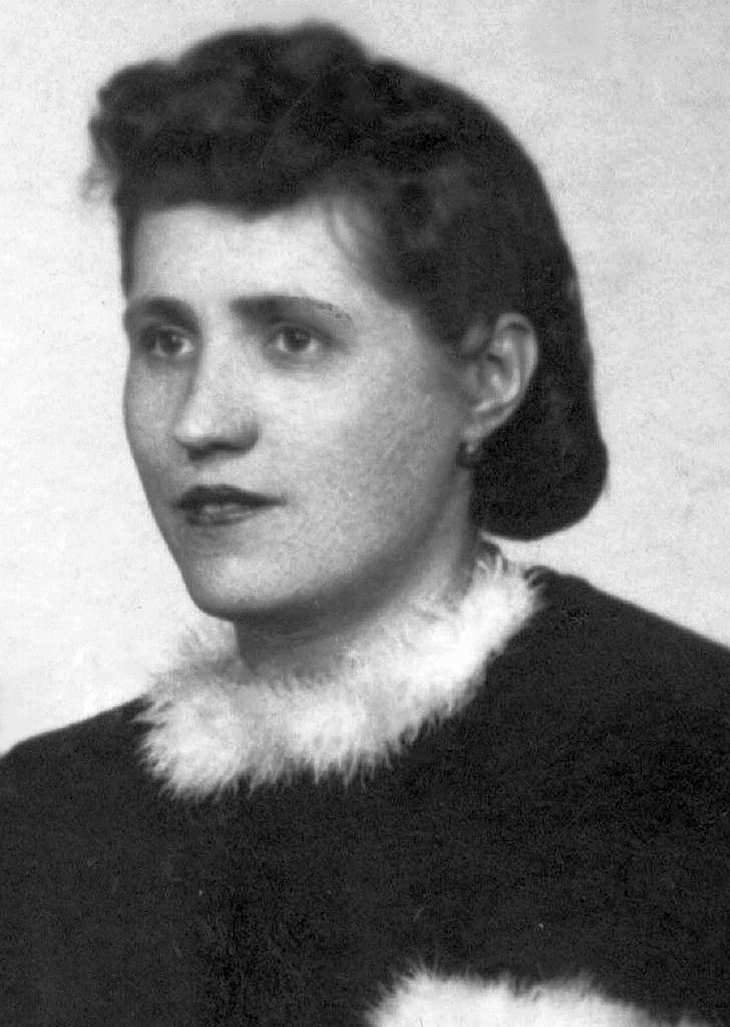
Marie Kovárníková, sestra Ludmily Soukupové
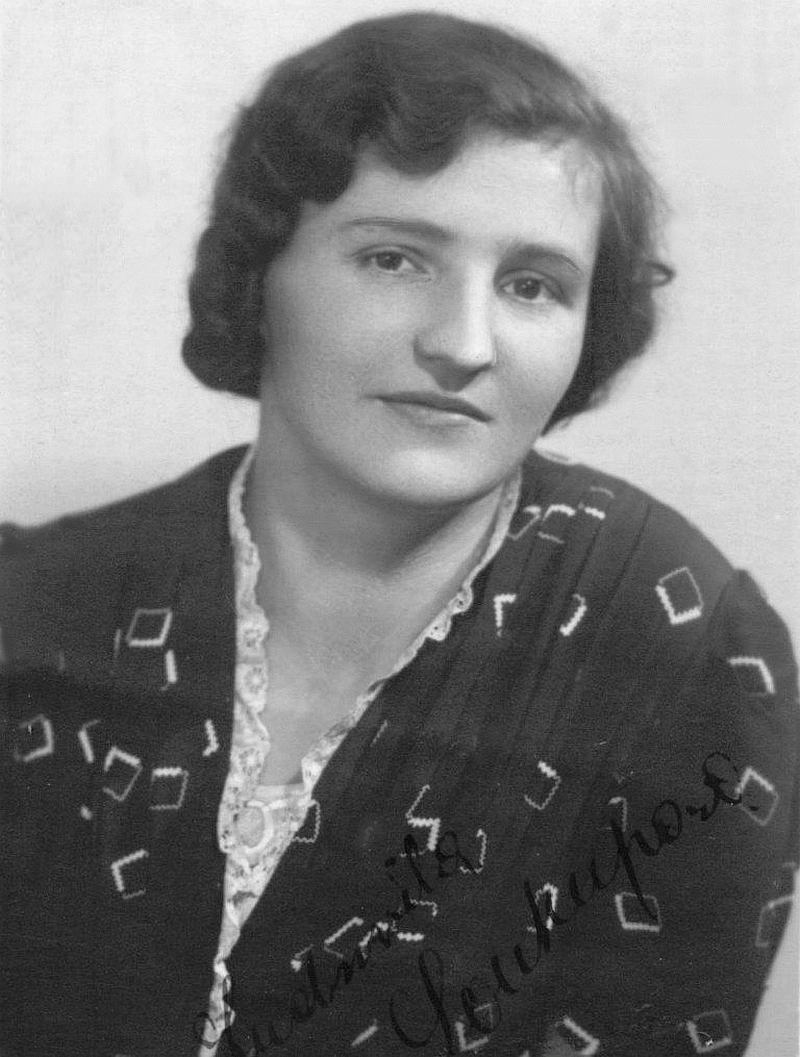
Sestra Marie Kovárníkové – Ludmila Soukupová

## Život (podrobně)
František Šafařík se narodil 6. března 1907 v pražské Liboci (Obora Hvězda čp. 1). Jeho otec byl zaměstnán na Pražském hradě, kde pracoval jako podkoní a kočí. Začátkem 20. let 20. století František navštěvoval libockou 5. obecnou školu, kde měl za učitele mladého, morálního a vlastenecky smýšlejícího Jana Zelenku, který sem nastoupil krátce po skončení studií. František se v roce 1924 vyučil tesařem. Dvouletou základní vojenskou službu absolvoval v letech 1927 až 1929 u náhradní letky u Leteckého pluku číslo 1 T. G. Masaryka. Po vojně byl zaměstnán jako tesař u různých firem. U Hospodářské správy Pražského hradu ve funkci údržbáře nábytku byl zaměstnán od roku 1933. To byl již ženat a se svojí manželkou měl tříletou dcerku Boženu Šafaříkovou (* 13. července 1930).

### Plánování atentátu
Zaměstnání na Pražském hradě vykonával František Šafařík i po nastolení Protektorátu Čechy a Morava a i po nástupu (28. září 1941) Reinharda Heydricha do funkce zastupujícího říšského protektora. Plán na jeho fyzickou likvidaci se zrodil v hlavách členů exilová vláda v Londýně na jejichž popud byly do protektorátu vyslány koncem roku 1941 paradesantní výsadky. Jejich příslušníci po přistání navázali spojení s domácím protiněmeckým odbojem a začali společně plánovat atentát (respektive útok) na R. Heydricha.
Plánování atentátu vyžadovalo pečlivou přípravu podloženou poměrně detailními znalostmi o zvycích a pohybu zastupujícího říšského protektora na Pražském hradě i mimo něj. Heydrich i s rodinou bydlel do dubna 1942 na Pražském hradě a poté, co se rodina přestěhovala do Panenských Břežan, dojížděl denně za prací z Panenských Břežan na Pražský hrad. Získat spolehlivého informátora přímo mezi zaměstnanci na Pražském hradě se zdálo z hlediska plánování atentátu jako klíčové. Jeden z významných podporovatelů parašutistů Jan Zelenka-Hajský z řad domácího radikálního sokolského odboje si uvědomil, že jeho bývalý žák z libocké školy František Šafařík pracuje přímo na Pražském Hradě jako smluvní zřízenec u Hospodářské správy.

### Navázání kontaktu
Jan Zelenka-Hajský tedy těsně před zimou 1941 vyhledal na Pražském hradě Františka Šafaříka aby jej „oťukal“ a zjistil, zda bude ochoten ke spolupráci a ujme se riskantní role informátora. Zelenka před Šafaříkem argumentoval křivdami, které se dějí na českém národě. Hovořil o splnění rozkazu ze zahraničí týkajícího se fyzické likvidace Heydricha, což Zelenka chápal ze svého úhlu pohledu jako národní povinnost. Nakonec Zelenka přímo vyzval Šafaříka ke spolupráci a pomoci při splnění rozkazu ze zahraničí. Především požadoval podrobné informace o harmonogramu (programu) Heydrichových cest, kterým automobilem pojede, kdy a kam pojede a s jak silným ozbrojeným doprovodem. Tento požadavek vyplynul z faktu, že Šafaříkova možnost pohybu po celém areálu Pražského hradu nebyla prakticky téměř ničím omezena. (Měl dokonce přístup do všech místností zastupujícího říšského protektora a to včetně jeho pracovny.)
Měl jsem přístup i do bytu Heydrichova. Těsně před zimou 1941 přišel ke mně Zelenka, učitel, krycí jméno Hajský, a požádal mne o spolupráci, která spočívá v tom, že se připravuje odstranění Heydrichovo a že mne k tomu potřebuje. Řekl mi, že přijdou, eventuálně přiletí dva parašutisté, kteří tento úkol provedou. Tohle všechno po bedlivém mém přezkoumání mi teprve svěřil a navštěvovali jsme se čas od času po dobu dvou měsíců. Chtěl na mně úkryt pro parašutisty, kteří mají přiletět, a jestli bych jim nebyl nápomocen. Dále žádal, abych jim sdělil podrobné cesty Heydricha do bytu a z bytu. To jsem jmenovanému přislíbil.
František Šafařík, O prvním setkání s Janem Zelenkou-Hajským koncem roku 1941, 
Oba muži se pak v prvních měsících roku 1942 ještě sešli několikrát a spolupráce Šafaříka s domácím odbojem tak byla navázána. Jan Zelenka-Hajský občas přišel za Šafaříkem i na Pražský hrad. Během jedné takovéto schůzky požádal Zelenka Šafaříka o úkryt na Pražském hradě pro několik chlapců kteří „přiletí“. Ale nakonec se nic takového nerealizovalo a z celé akce sešlo.

### Setkání s parašutisty
V lednu nebo únoru 1942 se František Šafařík poprvé setkal s parašutisty Janem Kubišem a Jozefem Gabčíkem a to prostřednictvím Jana Zelenky, který Šafaříka zavedl do parčíku - Čelakovských sadů (za protektorátu nesly německý název Čelakovský-Anlagen) – za Národním muzeem, kde na ně již oba parašutisté čekali. Tato lokalita byla ideálním místem pro konspirativní schůzky neboť park sám byl poněkud „zastrčený“, nacházel se mimo hlavní ulice (Mezibranská, Legerova), ale zároveň byl dostatečně přehledný a otevřený, takže účastníci schůzky mohli průběžně sledovat, zda se k nim nikdo neblíží či je nenápadně zpovzdálí nepozoruje. Od doby první schůzky se tak Čelakovského sady staly jedním z míst konspirativních schůzek Jana Kubiše a Jozefa Gabčíka.
Dalším místem, kde se v únoru 1942 Šafařík sešel s Janem Kubišem a Jozefem Gabčíkem bylo Malostranské náměstí. Šafařík zde parašutisty informoval o pravidelných cestách R. Heydricha, registrační značce jeho vozu a o dalších podrobnostech. František Šafařík se s Janem Kubišem a Jozefem Gabčíkem sešel nejen v Čelakovského sadech u Národního muzea a na Malostranském náměstí, ale i v hospodě „U Dvou koček“ a také na Pražském hradě.
Na Pražském hradě oběma parašutistům ukázal Šafařík přesně místo, kde R. Heydrich vystupuje z auta a kde jeho vůz parkuje. Během následujících jarních měsíců roku 1942 pak Šafařík parašutistům ukázal místa, kudy Heydrich jezdí a kde zastavuje. Jan Kubiš byl za Šafaříkem několikrát na Pražském hradě a prohlédl si dokonce i Heydrichovo auto značky Mercedes.
Parašutisté v jednu chvíli například plánovali, že se ukryjí na Pražském hradě za rohem a odtud podniknou útok, pak také uvažovali o prudké zatáčce v Nerudově ulici pod Pražským hradem. Rovněž připouštěli jako místo útoku serpentiny u libockého hřbitova, kudy Heydrich někdy jezdíval na letiště. Nakonec ale všechny zmíněné varianty zavrhli, protože z nich vedly pryč jen obtížné únikové trasy.

### Sledování pohybu R. Heydricha
František Šafařík začal R. Heydricha sledovat, časy jeho příjezdů a odjezdů šifrovaně zapisoval (včetně informací o doprovodu) a předával tyto informace odbojářům do Biskupcovy ulice na Žižkov, což bylo ale z Pražského hradu přes celou Prahu i tehdy poněkud „z ruky“. Po nějakém čase vybral Jan Zelenka vhodnější místo pro předávku informací a sice v Letenské ulici číslo 2 na pražském Klárově. V přízemním bytě se zde ubytovaly Marie Kovárníková a její sestra Ludmila Soukupová (rozená Kovárníková), v jejichž doprovodu se parašutisté na jaře 1942 poměrně často po Praze pohybovali. Byt měl tři okna; Šafařík vždy zaklepal na první z nich zleva a vyčkal na jeho otevření. Jedna z žen od něj převzala beze slov obálku (s heslovitými, zpravodajsky cennými informacemi) načež František Šafařík okamžitě spěchal pryč. (Šafařík se na jména obou žen nikdy neptal a ani později, jak vyplynulo z jeho poválečné výpovědi, je ani jejich pravou identitu neznal.)

Dům na adrese Letenská 526/2 na Klárově v Praze
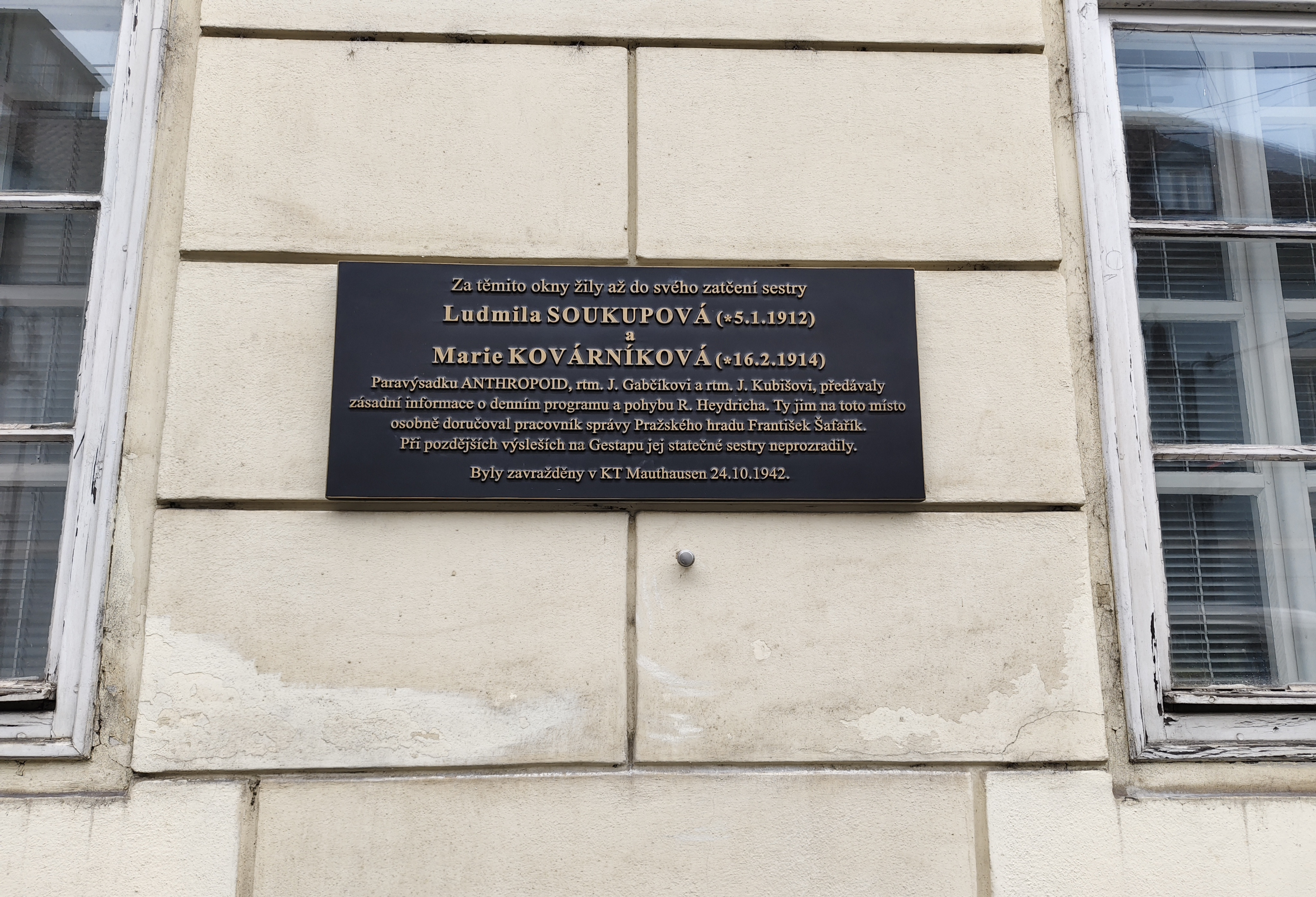
Pamětní deska v Letenské ulici
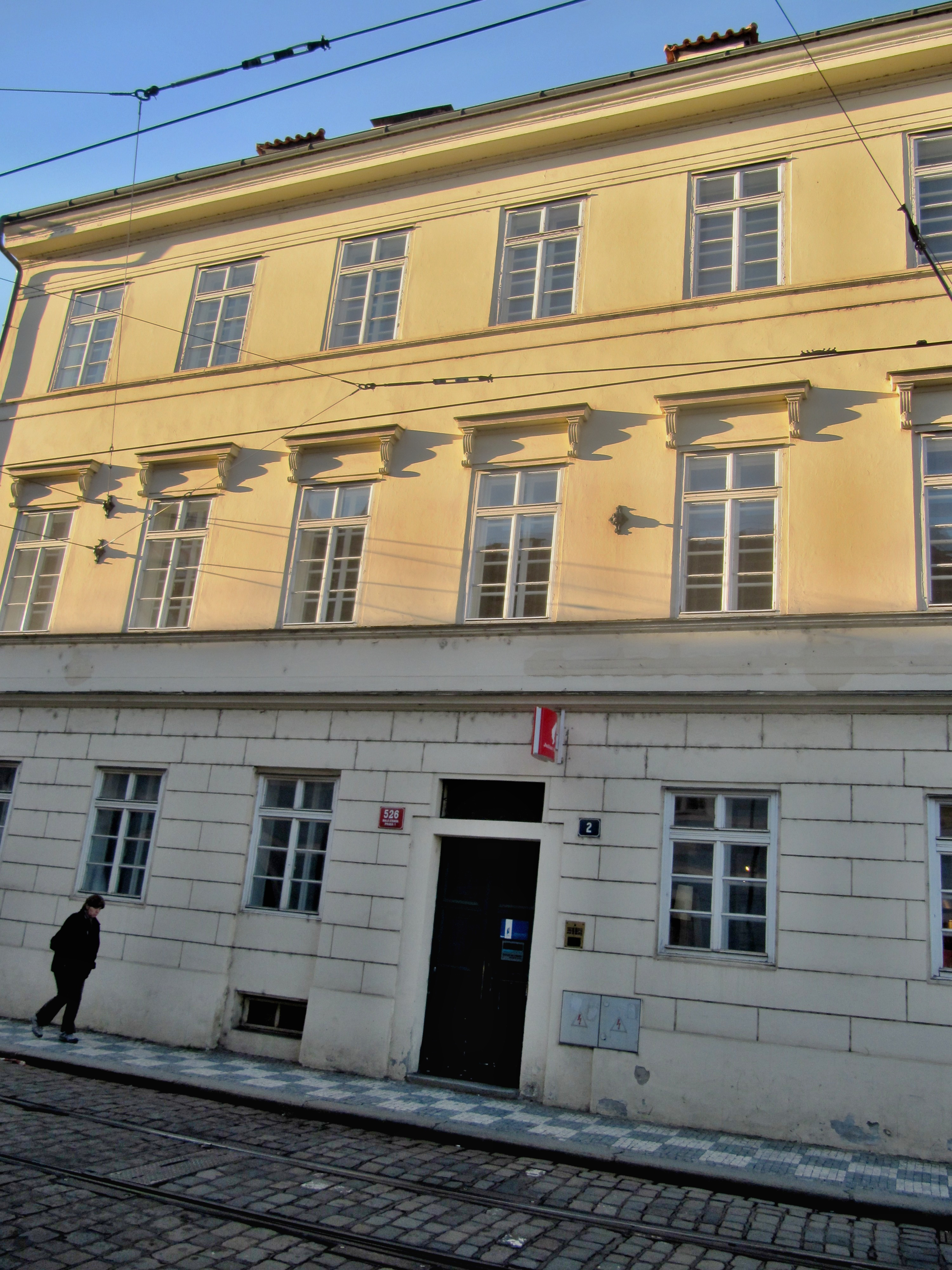
Pohled na vchodové dveře objektu včetně oken v přízemí
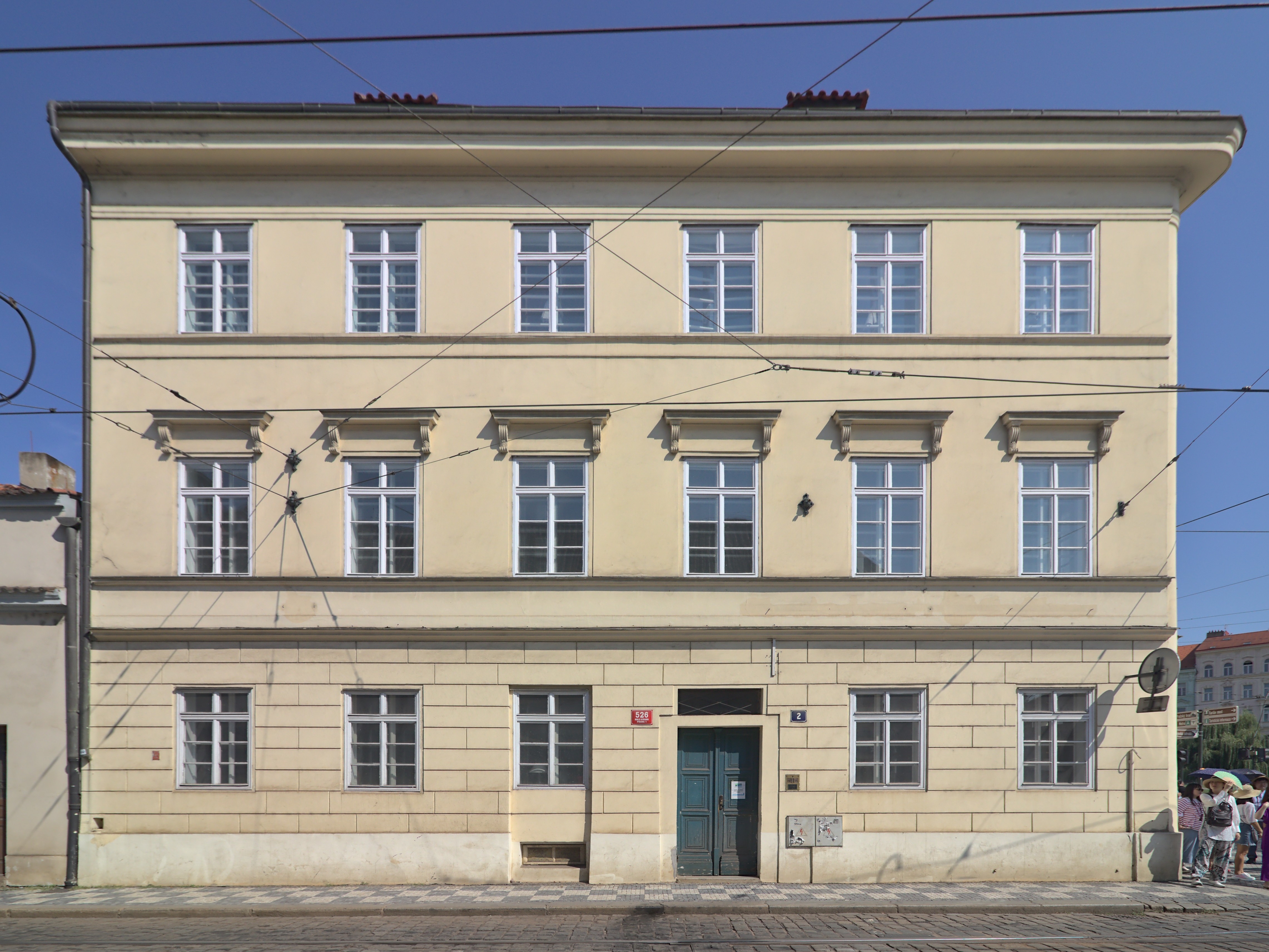
Celkový pohled na budovu z Letenské ulice

Informace od Františka Šafaříka byly pro odboj zásadní, neboť vypovídaly o tom, zda jede Heydrich sám, kolik je s ním ve voze osob, zda je doprovázen ozbrojenou ochrankou nebo zda jeho mercedes doprovází eskorta na motocyklech. Poslední informace do bytu sester na Klárově přinesl František Šafařík 17. května 1942 (tedy 10. dní před termínem atentátu). Šafaříkova zpráva informovala o tom, že R. Heydrich jezdí z Panenských Břežan na Pražský hrad a zpět již ve stále stejnou dobu (tu striktně dodržuje), neměnnou trasou (s doprovodem, který ale není pravidelný). Díky těmto údajům mohli Jan Kubiš s Jozefem Gabčíkem určit místo přepadu v pražské Libni a na takto vytipovaném místě si na Heydrichův Mercedes ozbrojeni počkat.
V lednu neb v únoru 1942 byli mi představeni Gabčík a Kubiš panem Zelenkou na Václavském náměstí za Muzeem, a to na veřejné ulici. Pan Zelenka mne znovu žádal, abych oba parašutisty informoval do všech podrobností a abych jim plně důvěřoval. První schůzku s nimi jsem měl za tři dny na Malostranském náměstí na chodníku, kde jsem je podrobně informoval o pravidelných cestách Heydricha, dále řekl jsem jim číslo auta, popis auta, kdo s ním jezdí a hlavně hodiny odjezdu a příjezdu. Ptali se mne také, zda s Heydrichem jezdí společně K. H. Frank, že by nejraději odstranili oba najednou. Gabčík mně řekl: Jelikož to je od tebe obtížné a je to daleká cesta na Žižkov, pan Zelenka zařídil spolehlivou spojku. Zaklepeš na okno, které mně ukázal, odevzdáš bez slova zprávy. Tuto zprávu přebírala ode mne slečna nebo paní 28 letá, tmavovlasá a bydlela ještě s jednou dámou. Nevím, jak se jmenovaly, a od té doby jsem je více neviděl. Tam jsem také podal poslední zprávu asi 10 dní před atentátem, že Heydrich jezdí již trvale z Panenských Břežan na Pražský hrad a zpět, a to vždy ve stejnou dobu, kterou přesně dodržoval a jezdí s doprovodem, ale tento doprovod nebyl vždy pravidelný. To byla moje poslední zpráva před atentátem.
František Šafařík, O prvním setkání Gabčíkem a Kubišem a o předávání zpráv o Heydrichově pohybu, 

### 27. až 28. května 1942

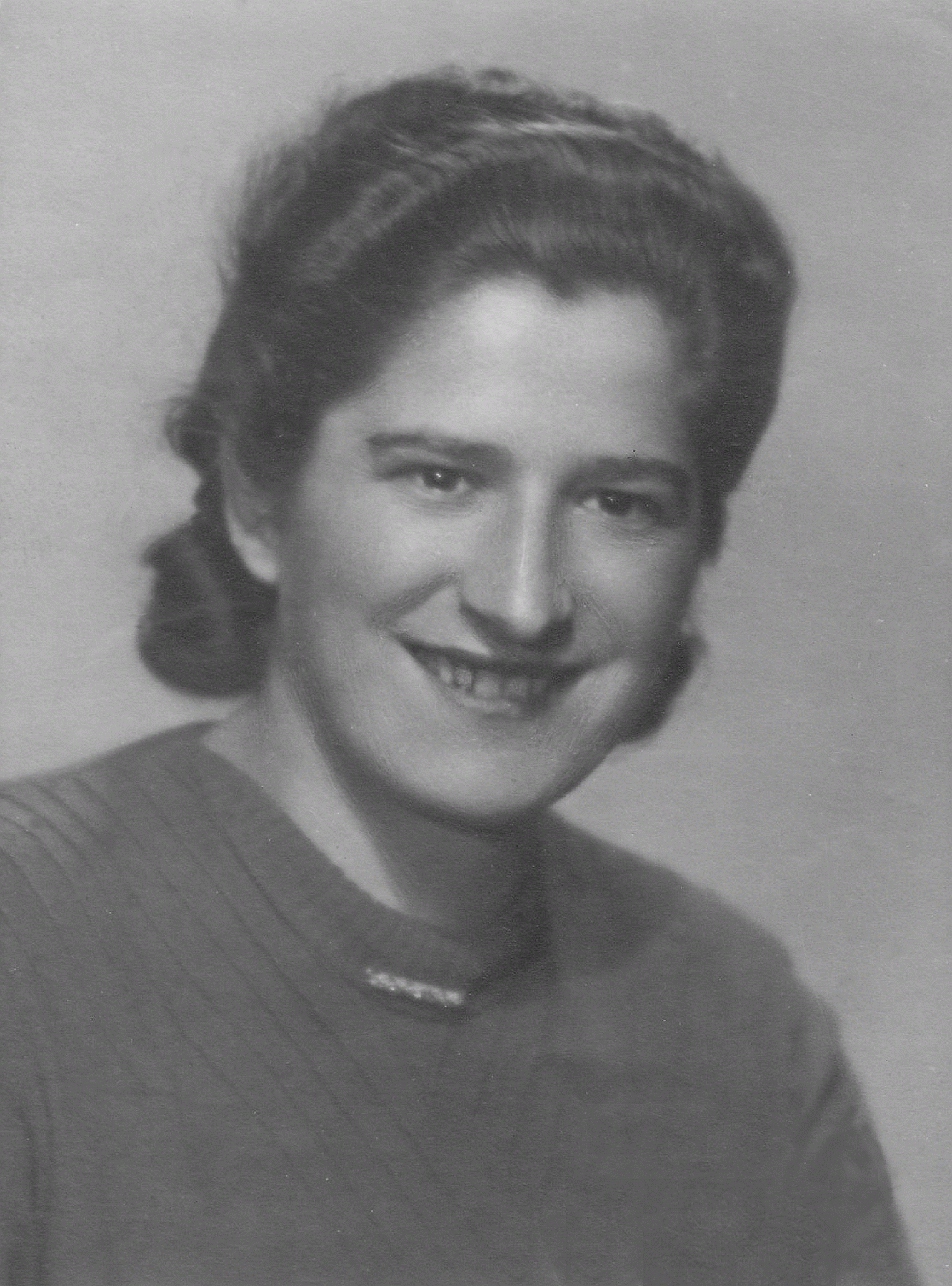
Anna Malinová

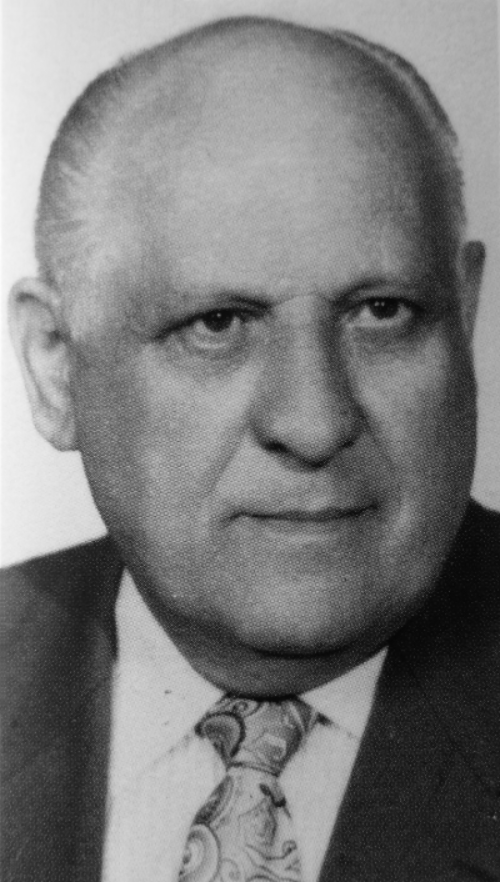
František Wolf

Atentát na R. Reydricha (středa, 27. května 1942) v kobyliské zatáčce a následný únik obou atentátníků na jízdních kolech z místa útoku není třeba blíže popisovat. Pouhý den po atentátu (čtvrtek, 28. května 1942) přišel do bytu sester v Letenské ulici číslo 2 Jan Kubiš a Marii Kovárníkové sdělil, že tím, kdo na Heydricha zaútočil byl on. Marie Kovárníková se během jarních měsíců roku 1942 sblížila s Janem Kubišem a stal se z nich pár. (Podle jednoho z nacistických vyšetřovacích záznamů Marie Kovárníková s Janem Kubišem čekala dítě, ale nakonec potratila.) Téhož dne (28. května 1942) odpoledne dorazil Jan Kubiš na konspirativní schůzku do žižkovského bytu odbojáře Františka Wolfa v Biskupcově ulici 1837/4, kde se setkal s Janem Zelenkou-Hajským, Františkem Šafaříkem a členem paravýsadku Tin Jaroslavem Švarcem.

### Po atentátu
Velkou pátrací akci odstartovalo gestapo již několik málo hodin bezprostředně po atentátu na R. Heydricha a byla zaměřena nejen na odhalení identity a místa pobytu samotných pachatelů útoku, ale i na nalezení všech jejich spolupracovníků a podporovatelů. Po zradě Karla Čurdy (16. června 1942) se gestapo postupně dostalo na stopu podporovatelů parašutistů i k samotným parašutistům. Dne 23. června 1942 zatklo gestapo přítelkyni Jozefa Gabčíka Annu Malinovou, která byla zaměstnána ve stejném kartonážním závodě firmy K. Reicha na pražském Smíchově jako Ludmila Soukupová.
Marie Kovárníková i Ludmila Soukupová byly v Praze zatčeny gestapem 25. června 1942 na základě udání domovníka Josefa Otty. Při výsleších obě statečné sestry Šafaříkovu totožnost gestapu zamlčely a navzdory silnému psychickému tlaku vyvíjenému ze strany německých vyšetřovatelů obě ženy věrohodně tvrdily, že byly pouze milenkami obou parašutistů (což jim gestapo nakonec uvěřilo) a že neměly žádné kontakty na domácí protiněmecký odboj. Obě byly přesto zahrnuty do seznamu odbojářů a popraveny 24. října 1942 v KT Mauthausenu spolu s dalšími 259 podporovateli parašutistů a jejich rodinnými příslušníky.
František Šafařík nebyl při výsleších Kovárníkové a Soukupové prozrazen a ani nikdo jiný ze zatčených (například František Wolf) jej nejmenoval. Německé vyšetřující orgány se k Šafaříkovi nikdy ve výpovědích žádných zatčených ani v důkazech nepropracovali. Díky tomu nebyl nikdy německými bezpečnostními složkami zatčen a druhou světovou válku přežil.

### Vánoční besídka
V prosinci roku 1943 uspořádala manželka úřadujícího protektora Wilhelma Fricka paní Margarette Fricková vánoční besídku určenou pro děti zaměstnanců Kanceláře státního prezidenta a hospodářské správy Pražského hradu. Mezi pozvanými hosty byl František Šafařík se svojí 13letou dcerou Boženou Šafaříkovou (* 13. července 1930); oba bytem Praha XIX-Veleslavín Kladenská 560/28 (německy: Kladner Strasse 28; nynější – rok 2023 – adresa: Kladenská 560/28, 160 00 Praha 6 - Vokovice).

### Po druhé světové válce
Po druhé světové válce pracoval František Šafařík dále na Pražském hradě, později už jako skladník. Dne 10. srpna 1946 mu prezident Dr. Edvard Beneš udělil za osobní statečnost Československou medaili Za chrabrost. O své protektorátní zážitky se František Šafařík nechtěl podělit ani se svými nejbližšími. František Šafařík zemřel 12. června 1970; je pohřben v Liboci na hřbitově Vokovice-Liboc (Vokovický hřbitov).
Byl to člověk, který měl velice rád rodinu. Byl upřímný a byl vlastenec. Měl takovou vlastnost, že nikdy o svých zásluhách nemluvil, i když jsem se snažila o to, aby nám něco vyprávěl. On ale nechtěl. Vždycky řekl, že to byla taková hrůza a takové peklo, že je lepší o tom nemluvit.
Vnučka Františka Šafaříka Ing. Ivana Zobačová pro pořad „Heydrich“, O svém dědovi Fr. Šafaříkovi, 

## Připomínka
Jeho jméno je uvedeno na pamětní desce umístěné na vnější fasádě domu na adrese: Praha 1, Letenská 526/2, Malá Strana. Na desce je nápis: "Za těmito okny žily až do své smrti sestry Ludmila Soukupová (*5.1.1912) a Marie Kovárníková (*16.2.1914) / Paravýsadku ANTHROPOID, rtm. J. Gabčíkovi a rtm. J. Kubišovi, předávaly zásadní informace o denním programu a pohybu R. Heydricha. Ty jim na toto místo osobně doručoval pracovník správy Pražského hradu František Šafařík. Při pozdějších výsleších na Gestapu jej statečné sestry neprozradily. Byly zavražděny v KT Mauthausenu 24.10.1942". Slavnostní odhalení desky uspořádala Československá obec legionářská a Iniciativa A dne 26. října 2024.